# 柳沢景子
柳沢 景子（やなぎさわ けいこ、1977年7月6日 - ）は、日本のプロスノーボーダー。東京都出身。

## 人物
- 身長160cm、体重49kg、血液型 O型。
- 普段は自然体だが、雪上では人が変わったかのようなアグレッシブな滑りを見せる。
- スノーボードをはじめたのは高校3年時からと遅い。
- スケートボードやサーフィンも得意としている。
- 現在は千葉県御宿町でNIKITA　CAFE&PARKというスケートパークを経営している。
- 2004年に結婚、2006年11月には子供が誕生している。

## 著書／監修
- ガールズスノーボーディング 柳沢景子に学ぶスタイリッシュ・スノーボーディング（1999年10月／メディアハウス社）